# Fédération suisse de tennis
 (février 2009).
Si vous disposez d'ouvrages ou d'articles de référence ou si vous connaissez des sites web de qualité traitant du thème abordé ici, merci de compléter l'article en donnant les références utiles à sa vérifiabilité et en les liant à la section « Notes et références ».
La Fédération suisse de tennis, appelée Swiss Tennis, est l'organisation faitière du tennis en Suisse.
Affiliée à la Fédération internationale de tennis, elle met en place un système de classement et de compétition national.

## Histoire
La Lawn Tennis Association suisse, première association de tennis nationale sur le continent européen, est créée le 28 juin 1896 à Berne par huit clubs.[réf. nécessaire]
Le premier championnat suisse est remporté en 1898 par roser fermer. En 1902, l'introduction de "Championnats des Interclubs" est évoqué par l'assemblée générale de l'association. Le règlement en est approuvé cinq ans plus tard et, en 1911, les premiers Championnats sont organisés.[réf. nécessaire]
En 1941, la fédération est réorganisée en quatre grandes régions puis, dans les années 1970, sa structure est élargie pour se composer d'un comité central, d'une direction (et d'un directeur) ainsi que d'un secrétariat central, adjoints en 1984 d'un département Compétition responsable de l'organisation des tournois et des Interclubs, ainsi que des classements.[réf. nécessaire]
La construction d'une maison du Tennis située à Bienne est prévue dans les prochaines années.[réf. nécessaire]